# 6 Virginis
6 Virginis är en orange jätte i Jungfruns stjärnbild.
Stjärnan har visuell magnitud +5,57 och är synlig för blotta ögat vid god seeing. Den befinner sig på ett avstånd av ungefär 170 ljusår.